# Fargesia cuspidata
Fargesia cuspidata là một loài thực vật có hoa trong họ Hòa thảo. Loài này được (Keng) Z.P.Wang & G.H.Ye mô tả khoa học đầu tiên năm 1981.